# 굿나잇 마미
굿나잇 마미(Ich seh, Ich seh, Goodnight Mommy)는 오스트리아에서 제작된 스베린 피알라 감독의 2014년 스릴러 영화이다. 수잔느 웨스트 등이 주연으로 출연하였다.

## 출연

### 주연
- 수잔느 웨스트
- 루카스 슈와즈
- 일라이어스 슈와즈